# Irma Baltuttis
Elsbeth Johanna Irma Baltuttis (née le 28 septembre 1920 à Leipzig, morte le 20 mai 1958 dans la même ville) est une chanteuse allemande.

## Biographie
Ses parents lui découvrent un talent musical et la soutiennent dans son éducation.
Le Rundfunk-Tanzorchester Leipzig se forme en 1947 sous la direction de Kurt Henkels. Irma Baltuttis l'intègre l'année suivante. Elle forme des duos avec Fred Frohberg, Hanns Petersen et Fritz Hemmann. Pendant les dix ans de son contrat avec l'orchestre, elle publie aussi des disques chez Amiga. Malgré une interdiction de quitter le territoire, elle adapte des chansons ouest-allemandes.
En 1950, Irma Baltuttis épouse Max Herricht, un médecin qui travaillera pour la Nationale Volksarmee. En 1958, elle meurt lors d'une chute d'une fenêtre. Les circonstances de sa mort ne sont pas claires. Elle est enterrée au Südfriedhof de Leipzig ; sa tombe disparaît en 1998.

## Discographie sélective
- 1948 - Die Sonne geht schlafen - (G. Froboess, L. Breiten) - Kurt Henkels
- 1949 - Die kleine Fischerhütte - Duo avec Peter Cornehlson - (E. Brandner) - Kurt Henkels
- 1951 - Komm mit nach Saratow - (M. G. Fradkin, sowjetischer Foxtrott) - Kurt Henkels
- 1949 - Der Regenpfeifer - (A. Beul) - Kurt Henkels
- 1951 - Ich hab’ mich so an dich gewöhnt - (F. Rotter, Gaze) - Heinz Becker
- 1951 - Wenn du wüßtest, ach, wie ich dich liebe - Duo avec Hanns Petersen - (R. Zimmermann) - Kurt Henkels
- 1952 - Übers Jahr, wenn die Kornblumen blühen - (W. Cyprys, E. Bader) - Heinz Becker
- 1953 - Spatz und Spätzin -  Duett mit Hanns Petersen - (Heinz Nier) - Kurt Henkels
- 1953 - In einer kleinen Schenke dicht am Hafen - Duo avec Fritz Hemmann - (Gerd Natschinski) - Gerd Natschinski
- 1954 - Jeder Tag kann so voll Sonne sein - (W. Eichenberg, Koch, H. Kießling) - Kurt Henkels
- 1955 - Ganz Paris träumt von der Liebe - (C. Porter, K. Feltz) - Kurt Henkels

## Source de la traduction
- (de) Cet article est partiellement ou en totalité issu de l’article de Wikipédia en allemand intitulé « Irma Baltuttis » (voir la liste des auteurs).